# Cleora proemia
Cleora proemia là một loài bướm đêm trong họ Geometridae.